# Judy Faulkner
Judith „Judy“ Faulkner (* 1943 in den USA) ist eine US-amerikanische Informatikerin und Unternehmerin. Sie ist CEO und Gründerin von Epic Systems, einem in Wisconsin ansässigen Unternehmen für Gesundheitssoftware. 2014 gehörte sie bei Forbes zu den 100 mächtigsten Frauen der Welt. Auf der 2020-Liste der Milliardäre der Welt wurde sie auf Platz 836 eingestuft als eine der reichsten Self-Made Women mit einem Nettovermögen von 5,5 Milliarden US-Dollar.

## Leben und Werk
Faulkner wurde als Tochter des Apotherkers Louis Greenfield und der Direktorin der Oregon Physicians for Social Responsibility Del Greenfield geboren. Sie absolvierte 1961 die Moorestown Friends School und studierte Mathematik am Dickinson College, wo sie einen Bachelor-Abschluss erhielt.  An der University of Wisconsin–Madison erhielt sie anschließend einen Master-Abschluss in Informatik.  Sie gründete kurz danach 1979 zusammen mit John Greist das Unternehmen für Gesundheitssoftware Human Services Computing, das später Epic Systems wurde. Das Unternehmen wurde mit einer Investition von 70.000 USD von Freunden und Familie gegründet und ist weiterhin in Privatbesitz.
Faulkner unterzeichnete 2015 The Giving Pledge, eine philanthropische Kampagne von Bill und Melinda Gates und Warren Buffett und hat sich bereit erklärt, 99 % ihres Anteils an Epic einer privaten gemeinnützigen Stiftung zu schenken.
Sie heiratete den Kinderarzt Gordon Faulkner, mit dem sie drei Kinder hat.

## Auszeichnungen
- 2018: Forbes Amerikas Top 50 Women In Tech